# 시카나
시카나(학명: Sicana odorifera 시카나 오도리페라[*])는 박과의 덩굴식물이다. 원산지는 남아메리카 서북부이다.

## 사진

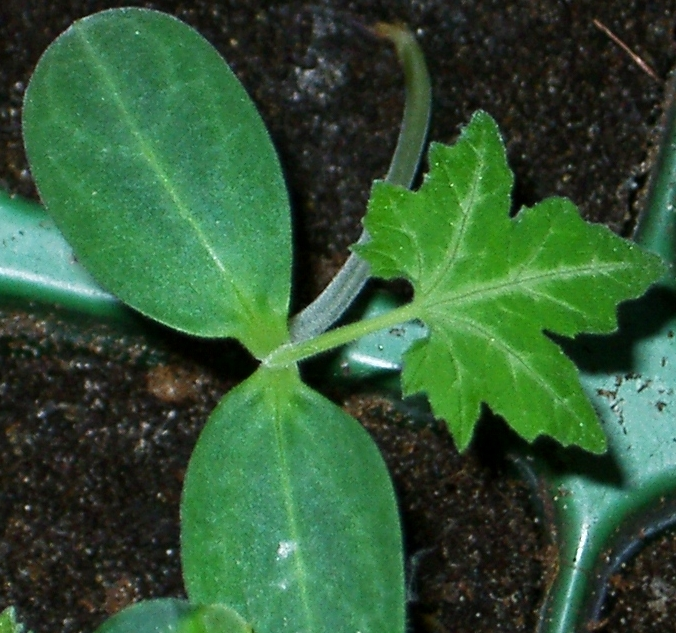
어린 식물
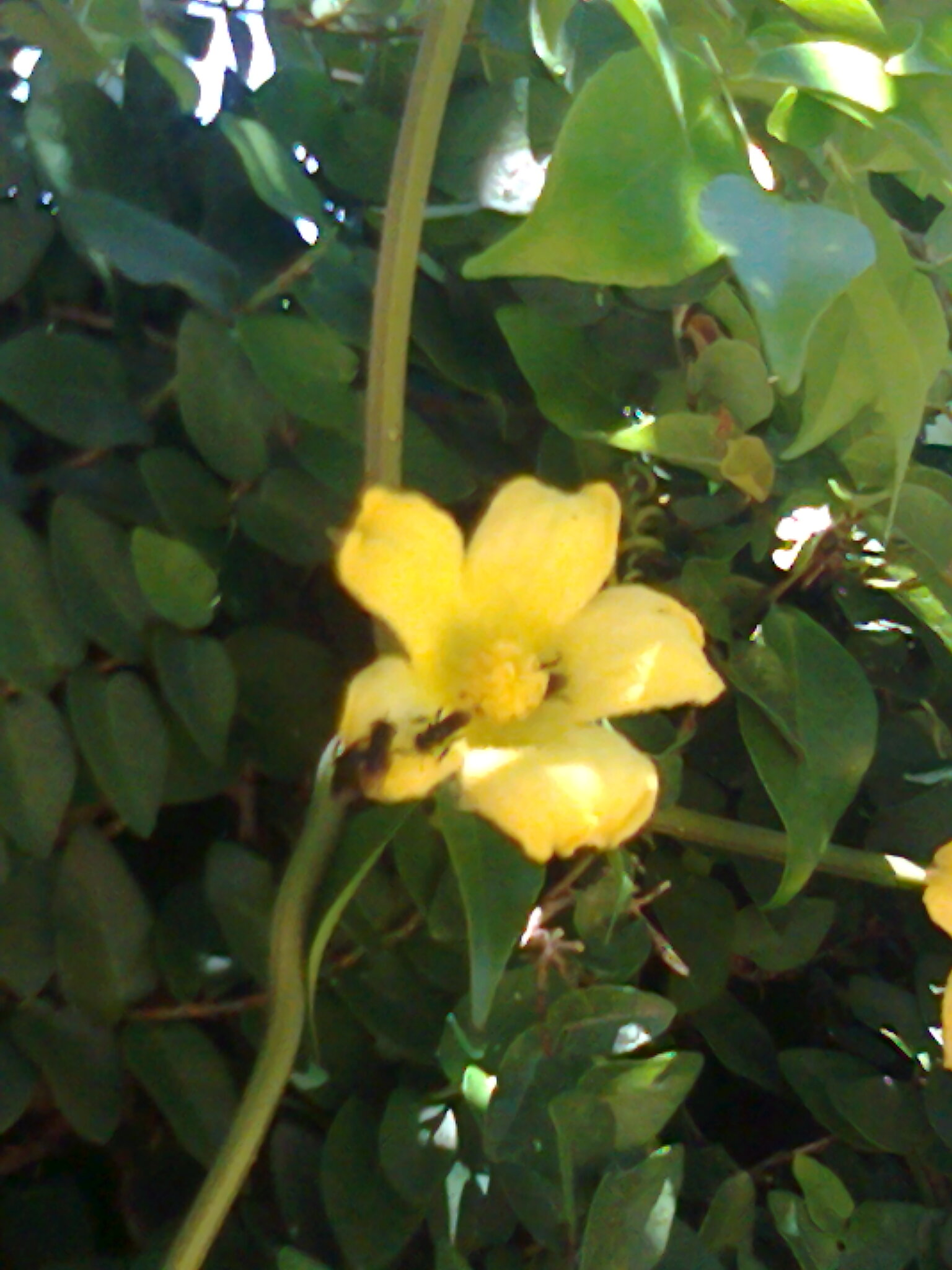
꽃
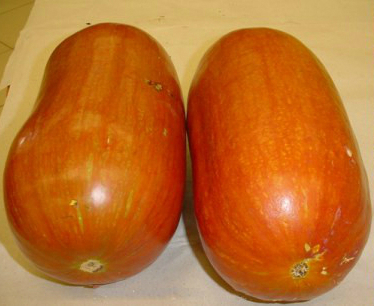
열매